# Gafanha do Carmo
Gafanha do Carmo é uma freguesia portuguesa do município de Ílhavo, com 7,05 km² de área e 1691 habitantes (censo de 2021). A sua densidade populacional é 239,9 hab./km².
A freguesia foi criada a 17 de setembro de 1960 com lugares desanexados da freguesia de Ílhavo (São Salvador), através do decreto-lei n.º 165 (publicado no Diário do Governo n.º 217/1.ª série).

## Demografia
A população registada nos censos foi:
| Distribuição da População por Grupos Etários | Distribuição da População por Grupos Etários | Distribuição da População por Grupos Etários | Distribuição da População por Grupos Etários | Distribuição da População por Grupos Etários |
| -------------------------------------------- | -------------------------------------------- | -------------------------------------------- | -------------------------------------------- | -------------------------------------------- |
| Ano                                          | 0-14 Anos                                    | 15-24 Anos                                   | 25-64 Anos                                   | > 65 Anos                                    |
| 2001                                         | 298                                          | 228                                          | 800                                          | 195                                          |
| 2011                                         | 278                                          | 224                                          | 958                                          | 298                                          |
| 2021                                         | 236                                          | 182                                          | 892                                          | 381                                          |

## Património
- Igreja de Nossa Senhora do Carmo (matriz)
- Capela de Nossa Senhora do Carmo
- Alminhas
- Cruzeiro